# Bán dương vật

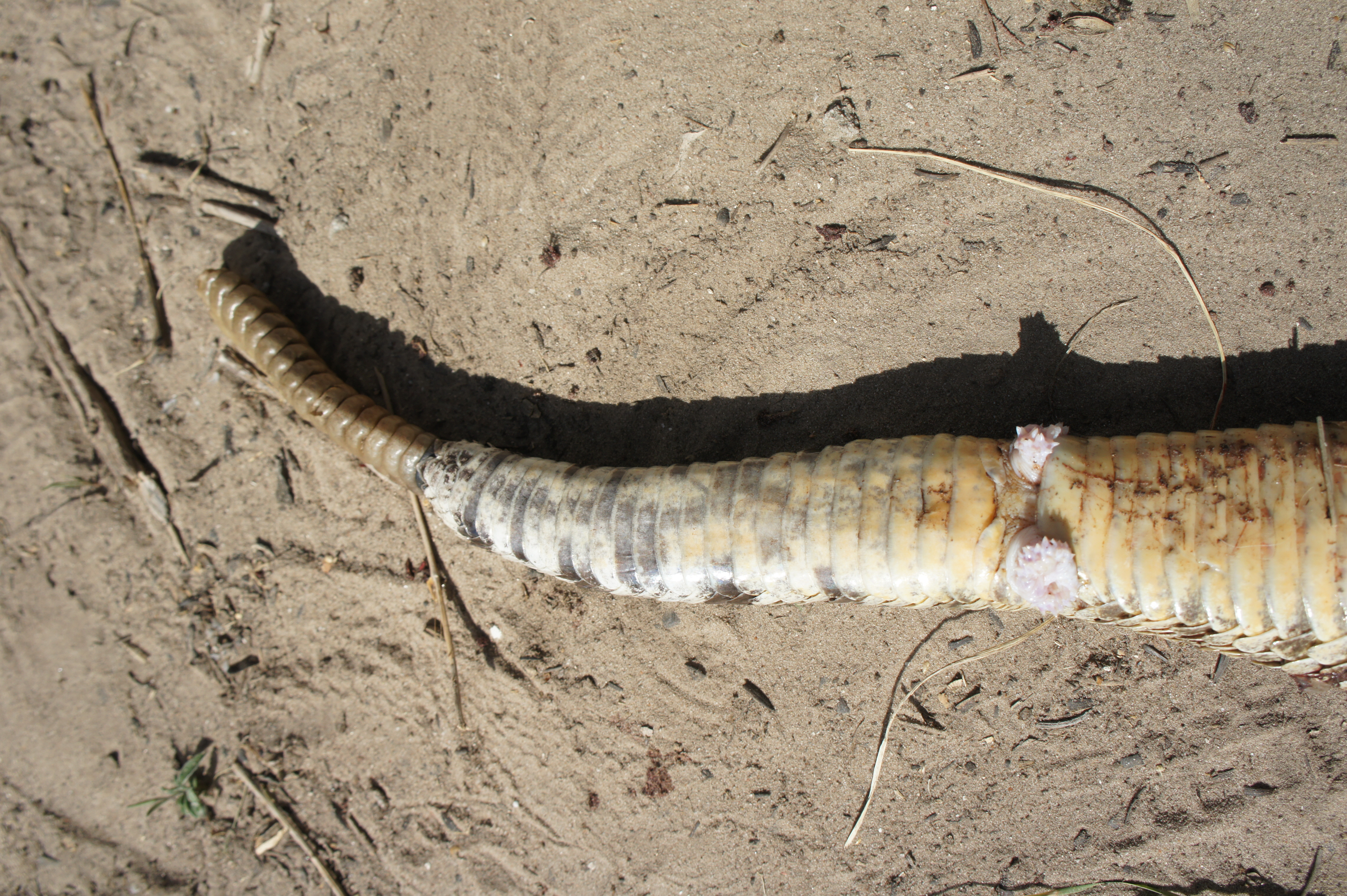
Bán dương vật lộn trong ra ngoài của rắn đuôi chuông Bắc Mỹ (Crotalus adamanteus)

Bán dương vật hay nửa dương vật (tiếng Anh - số ít: hemipenis, - số nhiều: hemipenes, với hemi tức là một nửa/bán và penis nghĩa là dương vật) là một cơ quan sinh dục ngoài của bò sát có vảy đực, như thằn lằn, rắn và thằn lằn giun, bao gồm 2 đầu.
Ở trạng thái bình thường, các bán dương vật được giữ ở trạng thái lộn ngoài vào trong, nằm trong lỗ huyệt trong cơ thể, và được lộn từ trong ra ngoài để phục vụ cho việc giao cấu nhờ mô cương cứng, tương tự như cơ chế vận hành ở dương vật của thú bậc cao. Chỉ một bán dương vật được sử dụng tại một thời điểm, và báo cáo chỉ ra rằng các con đực luân phiên sử dụng giữa các lần giao cấu như là một cách thức để gia tăng khả năng chuyển giao tinh dịch khi khoảng cách giữa các lần giao cấu là tương đối ngắn.

## Đặc điểm
Bán dương vật là các cấu trúc hình ống với một đường rãnh để tinh dịch có thể chảy qua. Các loài thằn lằn dù có họ hàng rất gần nhau nhưng vẫn sở hữu dương vật rất khác nhau. Những cơ quan sinh dục ngoài này thực sự đa dạng về hình dáng, từ các ống hình trụ tới những cấu trúc hai thùy sâu, có đài, gai thịt, đường viền hoặc các ngạnh. Sự khác biệt có thể do quá trình lựa chọn giao phối, cá thể cái của một số loài tìm kiếm bạn tình sở hữu dương vật tự nhiên phù hợp hơn hoặc giúp kích thích hiệu quả hơn cơ quan sinh dục của chúng. Dương vật của một số loài thằn lằn tiến hóa nhanh gấp 6 lần các bộ phận còn lại trên cơ thể chúng.
Sự thay đổi đó có thể bắt nguồn từ một cuộc chạy đua vũ trang tiến hóa giữa thằn lằn đực và thằn lằn cái trong việc kiểm soát quá trình sinh sản. Điều đó khiến các loài tiến hóa kích thước và hình dáng dương vật của cá thể đực nhanh hơn. Sau khi xem xét 25 loài thằn lằn Anolis vùng Caribbe và so sánh sự tiến hóa của cơ quan sinh dục ngoài với các phần khác trên cơ thể chúng, tiến hình đo chiều dài và chiều rộng dương vật ở nhiều mẫu vật thuộc các loài thằn. Đây được coi là bằng chứng đầu tiên xác thực ở nhiều loài động vật, cơ quan sinh dục ngoài biến đổi nhanh hơn các bộ phận cơ thể khác.